# Дзінцу-Мару
Дзінцу-Мару (Jintsu Maru) — земснаряд, який під час Другої світової війни брав участь у операціях японських збройних сил на Тихому океані.
У якийсь момент судно залучили до операцій японських збройних сил в Океанії. Відомо, що 20 січня 1944-го воно перебувало за два десятки кілометрів на захід від Айтапе (один з японських гарнізонів на північному узбережжі Нової Гвінеї. Тут земснаряд виявили і потопили літаки американської армійської авіації.